# بيز بلاس
بيز بلاس (بالإنجليزية: Piz Blas)‏ هو أحد جبال سلسلة جبال الألب ليبونتيني ويقع في كانتون غراوبوندن/كانتون تيسينو في سويسرا. يحتل المرتبة رقم 205 في قائمة جبال سويسرا من حيث الارتفاع، إذ يبلغ ارتفاعه حوالي 3019 متر، بينما يبلغ ارتفاع نتوء الجبل 312 متر، هذا وقد سجل أول وصول لقمة الجبل عام 1871.